# Elise Neal
Elise Neal (Memphis, Tennessee; 14 de marzo de 1966) es una actriz estadounidense de cine y televisión. Hija de una enfermera y de un constructor. Estudió en la Universidad de Artes en Filadelfia, Pennsylvania. Neal, también fue bailarina de danza. Se graduó de la Overton High School. Elise deja la universidad después de 2 años y se muda a Nueva York. 
En Nueva York, obtuvo papeles en teatro musical, y viajó por el mundo con diferentes empresas de turismo. Su experiencia en el teatro, la dejó trabajar en comerciales. Elise, obtuvo el papel de "Janice Sinclair" en Loving y se integró en 1994. En 1992 trabaja en Law & Order y en la película Malcolm X. En 1993 interpreta a Miss Jackie en California Dreams.
Recientemente Neal, trabaja en varios episodios de A.N.T. Farm: Programa de Talentos, donde interpretó a Roxane Parks. Trabajó junto a China Anne McClain, Sierra McCormick, Jake Short, Stefanie Scott y Finesse Mitchell, este último interpreta al esposo de Elise Neal en la serie.

## Filmografía Parcial

### Películas
- N-Secure (2010)
- Love Ranch (2010)
- Jack and Janet Save the Planet (2009)
- Preaching to the Pastor (2009)
- Who's Deal? (2008)
- 4 Life (2007)
- Hustle & Flow (2005)
- Playas Ball (2003)
- Paid in Full (2002)
- Misión a Marte (2000)
- Restaurant (1998)
- Scream 2 (1997)
- Rosewood (1997)
- Money Talks (1997)
- How to Be a Player (1997)
- Malcolm X (1992)

### Series
- Real Husbands of Hollywood (2013)
- Scandal (2012)
- The Soul Man (2012-13)
- A.N.T. Farm (2011)
- Private Practice (2009)
- My Manny (2009)
- K-Ville (2007)
- CSI: Crime Scene Investigation (2005)
- Method & Red (2004)
- All of Us (2003–2005)
- A.S.U.A (2003)
- The Hughleys (1998–2002)
- Fantasy Island (1998)
- The Wayans Bros (1998)
- The Steve Harvey Show (1996)
- Living Single (1996)
- ABC Afterschool Special (1996)
- SeaQuest 2032 (1995–1996)
- Chicago Hope (1995)
- Loving (1994)
- The Fresh Prince of Bel-Air (1994)
- Hangin' with Mr. Cooper (1993–1995)
- Family Matters (1993)
- Tales of the City (1993)
- Law & Order (1992)